# The Philharmonics (komorni ansambl)
The Philharmonics je ime austrijsko-njemačkog komornog instrumentalnog ansambla. Tibor Kováč, Thilo Fechner, Ödön Rácz i Daniel Ottensamer članovi su Bečkih filharmoničara, Stephan Koncz član je Berlinskih filharmoničara, a raskošnom i osebujnom zvuku ansambla doprinose još braća Roman i František Jánoška. 

## O ansamblu
Austrijsko-njemački komorni instrumentalni ansambl The Philharmonics osnovan je 2007. godine na poticaj Tibora Kováča, uglednog violinista i člana Bečkih filharmoničara. S još četvoricom svojih kolega glazbenika i istomišljenika osmislio je koncertni program novog ansambla. Svoje iznimno virtuozne izvedbe sedmero glazbenika i danas temelji na sviračkoj kulturi i glazbenoj tradiciji Bečkih filharmoničara, spajajući svoj klasični zvuk, umijeće fraziranja i virtuoznost s neiscrpnim bogatstvom narodne glazbe, različitim glazbenim stilovima, očaravajućim plesovima i čarolijom improvizacije. Osim obrada djela skladatelja ozbiljne glazbe, s jednakom strašću stvaraju i izvode glazbu prožetu elementima klezmera, latino-džeza te balkanske i romske narodne glazbe. Njihove zanimljive programe i uvijek virtuozne koncertne izvedbe hvale i publika i novinari:
»Stasao je naraštaj glazbenika koji legendarnu filharmonijsku zvukovnu kvalitetu, njegovanu u operi i koncertnim dvoranama, znaju prenijeti i zabavnoj glazbi na čast.«
Od sezone 2011/2012. ansambl The Philharmonics održava samostalni pretplatnički ciklus koncerata u uglednom bečkom Konzerthausu (Wiener Konzerthaus).
Albumom Fascination Dance postigli su 2012. veliki uspjeh na austrijskim glazbenim ljestvicama.

## Članovi ansambla
Originalna postava ansambla (od 2007. do 2012.):

Tibor Kováč, 1. violina 

Shkëlzen Doli, 2. violina 

Thilo Fechner, viola 

Stephan Koncz, violončelo 

Ödön Rácz, kontrabas 

Daniel Ottensamer, klarinet 

František Jánoška, glasovir 

Violinistu Shkëlzena Dolia od 2012. godine zamijenio je Roman Jánoška.
Sastav ansambla The Philharmonics pravi je primjer ostvarenja ideje koja odražava multikulturalnu kvalitetu Bečkih filharmoničara. Slovački violinist Tibor Kováč, rodom iz Levica, u sebi nosi i sjedinjuje glazbeni talent svih naroda s područja negdašnje Austro-Ugarske monarhije. Član je i vođa dionice 2. violina (Vorgeiger) Bečkih filharmoničara, ali i virtuoz koji je gostovao diljem svijeta. Braća Roman i František Jánoška rodom su iz Bratislave. Roman je klasično školovani violinist, ali ga iznimno cijene i mnogi jazz glazbenici jer znalački i spretno kombinira tradiciju sa suvremenom glazbom: njegov brat František je vrstan pijanist, skladatelj i aranžer, koji također s velikom lakoćom, žarom i uspjehom vlada raznim glazbenim žanrovima. Njemački violist Thilo Fechner ugledan je i traženi komorni glazbenik. Violončelist Stephan Koncz i klarinetist Daniel Ottensamer potječu iz bečkih glazbeničkih obitelji, čiji su preci dijelom i mađarskoga podrijetla. Mađarski kontrabasist Ödön Rácz, rodom iz Budimpešte, član je i solist Bečkih filharmoničara.

## Diskografija
- CD Souvenir de Bohème / Deag Music (Warner) 2010.
- DVD Waltzes / Accentus (Naxos Deutschland GmbH) 2011.
- CD Fascination Dance / Deutsche Grammophon (Universal Music Austria) 2012.
- CD Oblivion / Deutsche Grammophon 2013.

## Nagrade i priznanja
- 2012. Zlatna nagrada nakladničke kuće Universal Music Austria za album Fascination Dance

## Vanjske poveznice
- The Philharmonics – službene stranice  Arhivirana inačica izvorne stranice od 18. srpnja 2013. (Wayback Machine) (njem.) (engl.)
- YouTube – The Philharmonics: Musik in der Luft (Music in the Air)